# Biškupec Zelinski
Biškupec Zelinski is een plaats in de gemeente Sveti Ivan Zelina in de Kroatische provincie Zagreb. De plaats telt 969 inwoners (2001).